# Spähpanzer

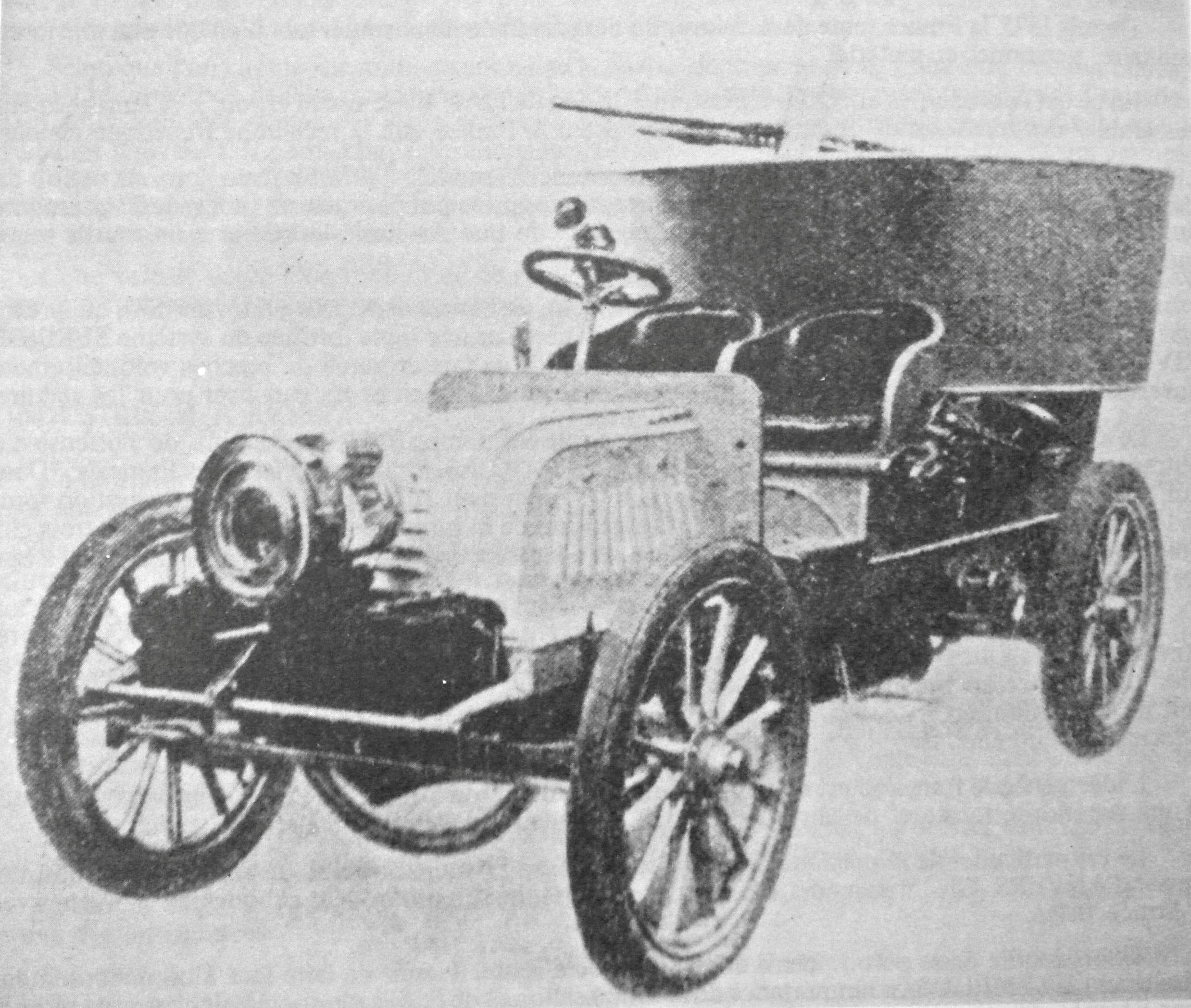
Maschinengewehrwagen Charron Girardot Voigt 1902

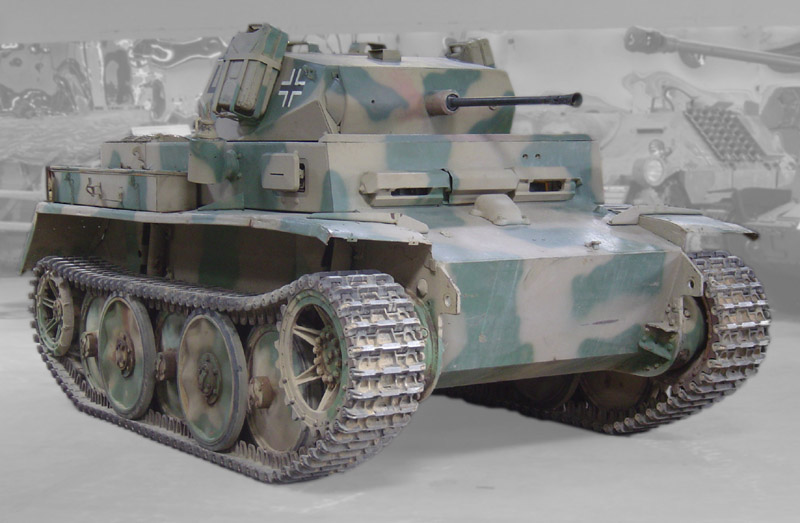
Spähpanzer II Ausf. L „Luchs“

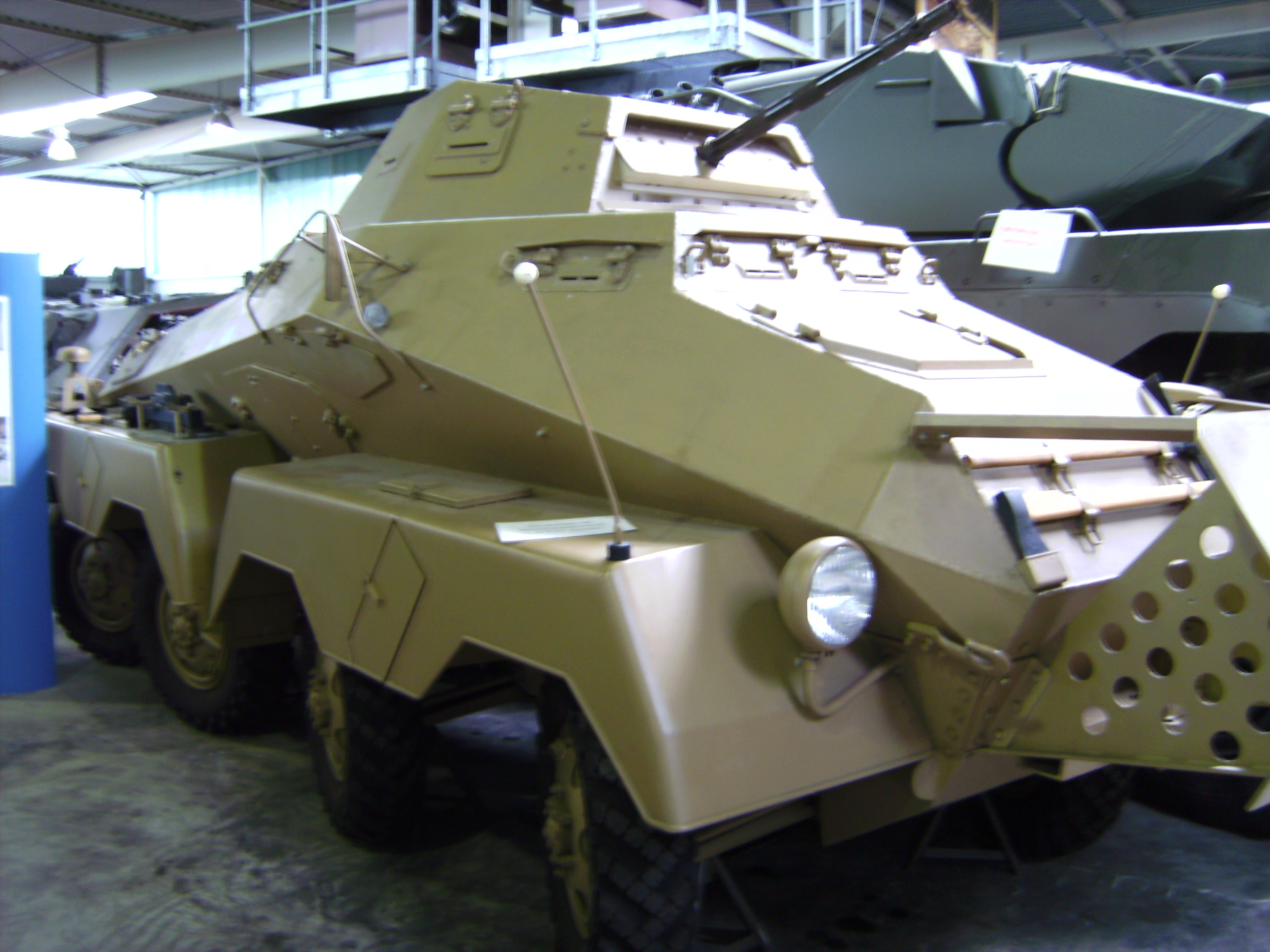
Deutscher Panzerspähwagen Sd.Kfz. 231 eingesetzt im Zweiten Weltkrieg

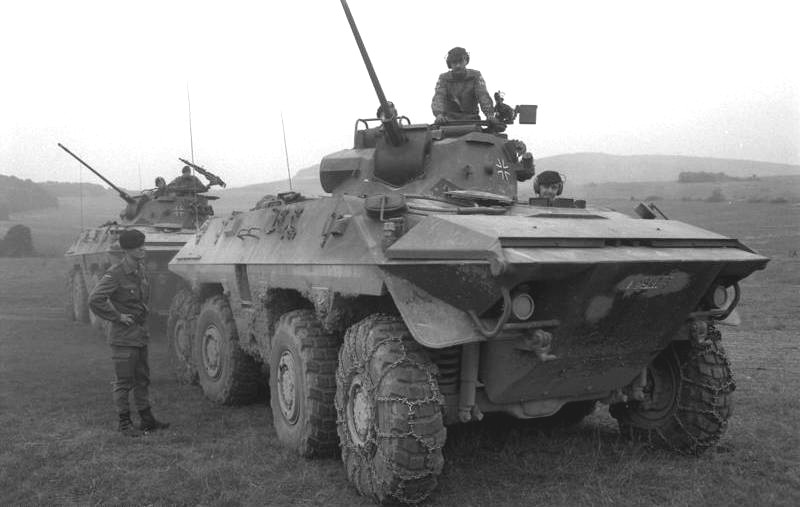
Spähpanzer Luchs der Bundeswehr

Der Spähpanzer beziehungsweise Aufklärungspanzer ist ein gepanzertes, motorisiertes Fahrzeug zur Gefechtsfeldaufklärung. Typischerweise verfügen diese Fahrzeuge über gute Geländegängigkeit, höhere Geschwindigkeit und gute Kommunikationsmittel.
Sein Ursprungsbegriff ist der Panzerspähwagen, der zu Beginn der Entwicklung dieses Fahrzeugtyps wegen der erforderlichen Geschwindigkeit über ein Radfahrwerk verfügte, aber in der zweiten Hälfte des Zweiten Weltkriegs für die beste Geländegängigkeit auch als Panzerspähwagen (Kette) verfügbar wurde.

## Geschichte

### Ursprung
Die Vorläufer der Panzerspähwagen sind als Straßen-Panzerwagen bekannt, diese entstanden Anfang des 20. Jahrhunderts auf zumeist kommerziellen Fahrgestellen. Eines der ersten deutschen Motorfahrzeuge war der im Jahr 1906 auf der Internationalen Automobilausstellung präsentierte 40-PS-Opel Kriegswagen, der als Panzerautomobil für höhere Truppenführer gedacht war und vom Ingenieur August Schmidt bei Adam Opel in Rüsselsheim gebaut worden war. Schon zuvor war in Frankreich der C.G.V. Automitrailleuse entwickelt worden, der auch beim Kaiserlichen Heer erprobt wurde. Die schnelle Weiterentwicklung der Fahrzeugtechnik ermöglichte bald Fahrzeuge mit schwerer also stärkerer Panzerung zu bauen.
Als Beispiel für einen bei den Truppen eingeführten Panzerwagen kann der Austro-Daimler Panzerwagen gesehen werden. Hierbei handelte es sich um klassische Gefechtsfahrzeuge in der Zeit vor der Entwicklung von speziellen Panzerabwehrwaffen. 
Die Entwicklung von schnelleren Kampfpanzer Ende der 1930er Jahre verschob die Rolle der gepanzerten Radfahrzeuge hin zu den Panzerspähwagen, die speziell auf ihren Einsatzzweck hin konstruiert wurden. Doch die begrenzte Geländegängigkeit und schwache Panzerung dieser Radfahrzeuge erzeugten im Verlauf des 2. WK bei der Panzertruppe einen Bedarf an Spähpanzern mit Kettenlaufwerk, der erst mit der technischen Weiterentwicklung hin zu geeigneten Fahrwerken und leistungsstarken Motoren durch die Industrie befriedigt werden konnten.
Nach dem Zweiten Weltkrieg wurden besser gepanzerte Radpanzer entwickelt, welche die Aufklärung übernehmen konnten. So führte die Bundeswehr den Spähpanzer Luchs ein, der jedoch nicht über das historisch einem Panzer zugeschriebenes Kettenlaufwerk verfügt, sondern in der Tradition der schweren deutschen Panzerspähwagen steht.
Eine vergleichbare Entwicklung ist bei praktisch allen Nationen zu finden, welche Kampfpanzer bauen. Für den Zweiten Weltkrieg ist in der Liste von Panzerspähwagen gemäß den Kennblättern fremden Geräts D 50/12 länderübergreifend eine Darstellung von Aufklärungsfahrzeugen zu finden, die von der Wehrmacht dokumentiert und nachdem dieser erbeutet wurden zum Teil auch eingesetzt wurden. Weitere Fahrzeuge finden sich als Sonderkraftfahrzeuge in der Sd.Kfz.-Liste von Panzerspähwagen, Schützenpanzerwagen, Funkpanzer.

## Anforderungen
An einen Spähpanzer werden fahrzeugtechnisch besondere Anforderungen gestellt. Gegenüber schweren Panzerfahrzeugen, die typentsprechend direkt im Gefecht stehen, müssen Spähpanzer Eigenschaften wie hohe Beweglichkeit, Geräuscharmut und weitreichende Fernmeldemittel aufweisen. Auch die Tarnung ist ein wesentlicher Bestandteil der Fahrzeugklassifizierung.
Diese Eigenschaften können zum Teil nur auf Kosten von Panzerung oder Bewaffnung erreicht werden. Bereits seit dem Zweiten Weltkrieg sind Aufklärungsfahrzeuge aufgrund der Geräuscharmut häufig Radfahrzeuge. Doch die ersten Spähfahrzeuge der Bundeswehr basierten alle auf ausländischen Kettenfahrzeugen.

## Beispiel

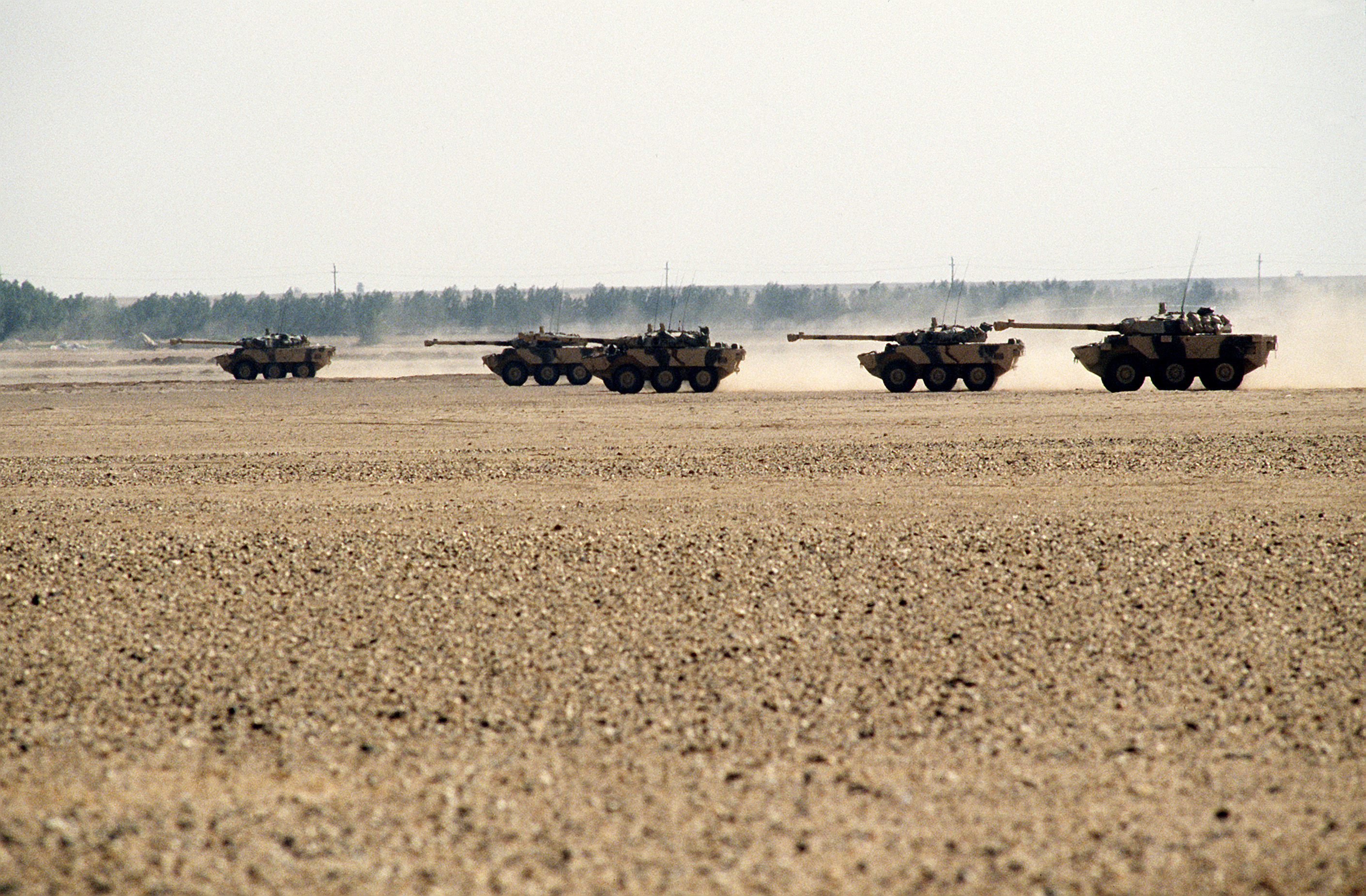
Französische AMX-10 RC während der Operation Desert Shield

Als Spähpanzer wurde im Zweiten Weltkrieg der Panzerkampfwagen II Ausf. L „Luchs“ bezeichnet. In vielen Ländern wurden ab Mitte des Krieges die leichten Panzer in dieser Rolle verwendet. So wurden bei den Panzereinheiten der US Army die Light Tank M3 und Light Tank M5 für Aufklärungszwecke eingesetzt. Die britischen Streitkräfte verwenden den Scorpion, die französischen Streitkräfte verwenden den AMX-10 RC und dessen Nachfolger EBRC Jaguar.
Die Bundeswehr hatte nach ihrer Gründung ein Entwicklungsprojekt für ein Kettenfahrzeug dieser Kategorie, den Spähpanzer SP I.C.
Ein irreführendes Beispiel ist dann der in der Nachkriegszeit entwickelte deutsche Spähpanzer Luchs, ausgestattet mit leisem Vielstoffmotor, starken weitreichenden Kurzwellen-Funkgeräten sowie einer 20-mm-Maschinenkanone. Weiterhin war der Luchs in seiner ersten Ausführung sogar schwimmfähig. Die Panzerung war jedoch relativ schwach und schützte nur gegen leichte Infanteriemunition. Er weist demnach Charakteristika eines Panzerspähwagens auf, ist aber deutlich überlebensfähiger.
Der aktuelle Aufklärer der Bundeswehr ist der Spähwagen Fennek, der zutreffend nicht als „Panzer“ angesprochen wird.
Die australischen Streitkräfte nutzen eine Spähpanzerversion des GTK Boxer, den Boxer CRV.

## Aufgaben
Spähpanzer haben vorrangig den Auftrag, den Feind aufzuklären und meiden nach Möglichkeit den Kampf. Abweichend davon führen schwere Aufklärungstrupps mit Kampfpanzern Aufklärung auch durch Kampf durch, heute durch die gepanzerte Kampftruppe selbst. Spähpanzer sind nicht geeignet für verdeckte Einsätze, da sie als Militärfahrzeug jederzeit erkennbar sind.
Modifizierte Aufklärungsfahrzeuge werden auch im Rahmen von Blauhelmeinsätzen der Vereinten Nationen und bei SWAT-Polizeispezialeinheiten eingesetzt, da sie als Radpanzer in der Gewichtsverteilung schweren Lastkraftwagen gleichen und wie diese auch auf unbefestigten Straßen fahren können und lufttransportfähig sind.
Durch den heutigen Einsatz von Drohnen und Satelliten wird die Gefechtsfeld-Aufklärung zu einem großen Teil durch elektronische Mittel betrieben, so dass die historische Aufgabe des Aufspüren und Beobachten von gegnerischen Kräften mit Rad- oder Kettenfahrzeugen entfällt.
Im asymmetrischen Konflikt bieten sich Radpanzer in der Aufklärerfunktion für Patrouillenaufgaben an.